# جدام
جدام إحدى قرى مركز تلا التابع لمحافظة المنوفية بجمهورية مصر العربية.

## السكان
بلغ عدد سكان جدام 3,766 نسمة، منهم 1،978 رجل و1،788 إمرأة، حسب الإحصاء الرسمي لعام 2006.